# TO-21
La TO-21 est une voie rapide urbaine en projet qui permettra d'accéder à Tolède depuis l'A-40 en venant de l'ouest (Torrijos, Avila...).
Elle va se détacher de l'A-40 à l'ouest de l'agglomération et va se connecter quelque kilomètre plus loin à la Rocade nord de la ville (TO-20) en desservant la commune de Vistahermosa.
D'une longueur de 9.2 km environ, elle reliera l'A-40 à l'ouest de l'agglomération à la future Rocade de Sud de Tolède (TO-30) et la Rocade Nord (TO-20).

## Tracé
- Elle va débuter à l'ouest de Tolède où elle va bifurquer avec l'A-40 en provenance de Torrijos.
- Va se détacher quelque km plus loin la future déviation sud-ouest de Tolède (TO-30).
- La TO-21 va se connecter ensuite la rocade de Tolède (TO-20) au nord-ouest du centre urbain.

### Référence
- Nomenclature